# Aditya Jagtap
Aditya Jagtap (* 7. Mai 1992 in Ahmadnagar) ist ein ehemaliger indischer Squashspieler.

## Karriere
Aditya Jagtap begann seine professionelle Karriere im Jahr 2018 und gewann vier Turniere auf der PSA World Tour. Seine höchste Platzierung in der Weltrangliste erreichte er mit Rang 61 im August 2021. Er studierte an der Cornell University, für die er auch im College Squash aktiv war.

## Erfolge
- Gewonnene PSA-Titel: 4